# Fenômenos de transporte
A expressão fenômenos de transporte (mais raramente, fenômenos de transferência) refere-se ao estudo sistemático e unificado da transferência de quantidade de movimento, energia e matéria. O assunto inclui as disciplinas de dinâmica dos fluidos, transferência de calor e transferência de massa. A primeira trata do transporte da quantidade de movimento; a segunda, do transporte de energia; enquanto a terceira, do transporte (transferência) de massa entre as espécies químicas.
O transporte (transferência) dessas grandezas e a construção de seus modelos guardam fortes analogias, tanto físicas como matemáticas, de tal forma que a análise matemática empregada é praticamente a mesma. Assim, os problemas podem ser resolvidos de forma análoga: a partir da solução do problema de uma dessas três disciplinas, modificando-se as grandezas nas equações, pode-se obter a solução para as outras duas áreas.
Os fenômenos de transporte podem dividir-se em dois tipos: transporte molecular e transporte convectivo. Esses, por sua vez, podem ser estudados em três níveis distintos: macroscópico, microscópico e molecular.
O estudo e a aplicação dos fenômenos de transporte é essencial para a engenharia contemporânea, principalmente nas áreas de engenharia mecânica, Engenharia de Materiais, engenharia de energia, engenharia de alimentos e engenharia química.